# Gonnoscodina
Gonnoscodina är en ort och kommun i provinsen Oristano i regionen Sardinien i Italien. Kommunen hade 469 invånare (2017).